# Burlap & Satin
Burlap & Satin es el vigesimoquinto álbum de estudio que lanzó la cantante estadounidense Dolly Parton el 18 de junio de 1983. Producido por ella, el álbum contiene un estilo country con influencias de pop, entre otros estilos. 
Incluye seis canciones compuestas por Parton, dos de las cuales fueron incluidas también en la banda sonora de la película The Best Little Whorehouse in Texas, "A Cowboy's Ways" (tema que finalmente fue suprimido en el film) y "A Gamble Either Way". El sencillo "Potential New Boyfriend" alcanzó los veinte primeros puestos de las listas country y fue acompañado de su primer video musical. Junto a Willie Nelson realizó un cover de la canción "I Really Don't Want to Know" de Eddy Arnold.

## Lista de canciones
1. "Ooo-Eee" (Annie McLoone) - 3:37
2. "Send Me The Pillow That You Dream On" (Hank Locklin) - 3:10
3. "Jealous Heart" (Dolly Parton) - 3:17
4. "A Gamble Either Way" (Dolly Parton) - 3:31
5. "Appalachian Memories" (Dolly Parton) - 4:16
6. "I Really Don't Want to Know" (Don Robertson/ Howard Barnes)(a dúo con Willie Nelson) - 3:01
7. "Potential New Boyfriend" (Steve Kipner/John Lewis Parker) - 3:40
8. "A Cowboy's Ways" (Dolly Parton) - 4:14
9. "One of Those Days" (Dolly Parton) - 3:54
10. "Calm on the Water" (Dolly Parton) - 3:21